# Episodi di Codice Gerico
La prima e unica stagione della serie televisiva Codice Gerico (Jericho) è andata in onda negli Stati Uniti dal 15 settembre 1966 al 19 gennaio 1967 sulla CBS.
| nº | Titolo originale                         | Prima TV USA      | Titolo italiano | Prima TV Italia |
| -- | ---------------------------------------- | ----------------- | --------------- | --------------- |
| 1  | Dutch and Go                             | 15 settembre 1966 |                 |                 |
| 2  | A Jug of Wine, a Loaf of Bread, and Pow! | 22 settembre 1966 |                 |                 |
| 3  | Upbeat and Underground                   | 29 settembre 1966 |                 |                 |
| 4  | Have Traitor, Will Travel                | 6 ottobre 1966    |                 |                 |
| 5  | Panic in the Piazza                      | 13 ottobre 1966   |                 |                 |
| 6  | The Big Brass Contraband                 | 20 ottobre 1966   |                 |                 |
| 7  | Wall to Wall Kaput                       | 27 ottobre 1966   |                 |                 |
| 8  | Eric the Redhead                         | 3 novembre 1966   |                 |                 |
| 9  | One for the Mountain (1)                 | 10 novembre 1966  |                 |                 |
| 10 | Two for the Road (2)                     | 17 novembre 1966  |                 |                 |
| 11 | The Loot of All Evil                     | 1º dicembre 1966  |                 |                 |
| 12 | Long Journey Across a Short Street       | 8 dicembre 1966   |                 |                 |
| 13 | Four O'Clock Bomb to London              | 15 dicembre 1966  |                 |                 |
| 14 | Both Ends Against the Riddle             | 29 dicembre 1966  |                 |                 |
| 15 | Jackal of Diamonds                       | 5 gennaio 1967    |                 |                 |
| 16 | A Switch in Time                         | 19 gennaio 1967   |                 |                 |

## Dutch and Go
- Prima televisiva: 15 settembre 1966
- Diretto da: Barry Shear

### Trama
- Guest star: John Qualen (Hentje), Tom Bosley (Peters), Christopher Held (tenente), Susanne Cramer (Kristina), Horst Ebersberg (soldato)

## A Jug of Wine, a Loaf of Bread, and Pow!
- Prima televisiva: 22 settembre 1966
- Diretto da: Richard C. Sarafian

### Trama
- Guest star: William Wintersole (Stennes), Rick Traeger (Matt), John Wengraf (Monsignor Paul), Lisa James (Janine), Albert Paulsen (Bruschke)

## Upbeat and Underground
- Prima televisiva: 29 settembre 1966
- Diretto da: Richard Donner

### Trama
- Guest star: Martin Kosleck (Haas), Eric Braeden (Richter), Gia Scala (Simone), Jacqueline Beer (Denise), Horst Ebersberg (Gunther), Anthony Eustrel (Claude), Ben Wright (Mallory), Nehemiah Persoff (Marchand)

## Have Traitor, Will Travel
- Prima televisiva: 6 ottobre 1966
- Diretto da: Alex March

### Trama
- Guest star: Rex Holman, Rafael Campos (Peter), Lee Bergere (Durand), Danielle De Metz (Lita), Albert Salmi (Pia)

## Panic in the Piazza
- Prima televisiva: 13 ottobre 1966
- Diretto da: Sherman Marks

### Trama
- Guest star: John van Dreelen (Gunther), Marianna Hill (Silvana), Curt Lowens (tenente)

## The Big Brass Contraband
- Prima televisiva: 20 ottobre 1966
- Diretto da: Richard C. Sarafian

### Trama
- Guest star: Louis Mercier (Latere), Patric Knowles (Woodhope), Émile Genest (padre), Gunner Hellström (Juger)

## Wall to Wall Kaput
- Prima televisiva: 27 ottobre 1966
- Diretto da: Richard C. Sarafian

### Trama
- Guest star: Norbert Schiller, Horst Ebersberg, Lisa Pera (Felice), Whit Bissell (Neustadt), Tige Andrews (Leboult), John Dehner (Hobst)

## Eric the Redhead
- Prima televisiva: 3 novembre 1966
- Diretto da: Richard C. Sarafian

### Trama
- Guest star: Lew Gallo (Sven), Horst Ebersberg (tenente), James Doohan (Pastor), Barry Atwater (Henning), Jay North (Eric)

## One for the Mountain (1)
- Prima televisiva: 10 novembre 1966
- Diretto da: Barry Shear

### Trama
- Guest star: Jan Merlin (tenente Karl Linck), Titos Vandis, Eduardo Ciannelli (Boniface), Peter Mark Richman (maggiore Otto von Zeeny), Antoinette Bower (Marissa), Vic Damone

## Two for the Road (2)
- Prima televisiva: 17 novembre 1966
- Diretto da: Barry Shear

### Trama
- Guest star: Jan Merlin (tenente Karl Linck), Titos Vandis, Eduardo Ciannelli (Boniface), Peter Mark Richman (maggiore Otto von Zeeny), Antoinette Bower (Marissa), Vic Damone

## The Loot of All Evil
- Prima televisiva: 1º dicembre 1966
- Diretto da: Allen Baron

### Trama
- Guest star: Peter Church (Heyworth), Michael Rennie (Quincy), John Mylong, John Orchard (Mallory), Barbara Anderson (Victoria), Alan Caillou (Corder)

## Long Journey Across a Short Street
- Prima televisiva: 8 dicembre 1966
- Diretto da: Richard C. Sarafian

### Trama
- Guest star: Virginia Christine, Malachi Throne, Ted de Corsia, Frank Marth (Unger), Mark Lenard (Philippe), Mala Powers (Magva)

## Four O'Clock Bomb to London
- Prima televisiva: 15 dicembre 1966
- Diretto da: Allen Baron

### Trama
- Guest star: Joyce Jillson (Marie), Anthony Benson, Ian Wolfe, Fred Beir (tenente SS), Phyllis Hill (Danielle), Walter Koenig (Paul), William Smithers (Fehrmann)

## Both Ends Against the Riddle
- Prima televisiva: 29 dicembre 1966
- Diretto da: Murray Golden

### Trama
- Guest star: Christopher Cary (De Brulier), Alan Caillou (generale), Milton Selzer (Warshaur), Patricia Huston (dottor Barbier), John Drew Barrymore (Hoeg)

## Jackal of Diamonds
- Prima televisiva: 5 gennaio 1967
- Diretto da: Alexander Singer

### Trama
- Guest star: Robert Cornthwaite, Paul Comi, Paul Mantee, Paul Savior (Herbelin), Lennie Weinrib (Bellegambe), Marilyn Devin (Nicole), Eric Braeden (Rohde)

## A Switch in Time
- Prima televisiva: 19 gennaio 1967
- Diretto da: Allen Baron

### Trama
- Guest star: Johnny Seven, Donna Baccala, Billy Barty, Lawrence Dane